# Alex Fiva
Alex Fiva (Newport Beach, 29 gennaio 1986) è uno sciatore freestyle, ex sciatore alpino ed ex giocatore di football americano svizzero attivo principalmente nello ski cross, specialità nella quale ha vinto la Coppa del Mondo nel 2013.

## Biografia
Fiva, originario di Davos, possiede doppia cittadinanza, svizzera e statunitense, essendo nato a Newport Beach in California in una famiglia svizzera.

### Carriera sciistica

#### Stagioni 2002-2011
Iniziò la sua carriera nello sci alpino: attivo in gare FIS dal dicembre del 2001, in Coppa Europa esordì il 1º febbraio 2006 a Veysonnaz in discesa libera (67º), ottenne il miglior piazzamento il giorno successivo nella medesima località in supercombinata (30º) e prese per l'ultima volta il via sempre a Veysonnaz il 3 febbraio dello stesso anno, in supergigante (40º). La sua ultima gara nella disciplina fu uno slalom speciale FIS disputato il 14 aprile 2007 a Sils im Engadin, non completato da Fiva; durante la sua carriera nello sci alpino non debuttò in Coppa del Mondo né prese parte a rassegne Giochi olimpici invernali o iridate.
Dalla stagione 2007-2008 si è dedicato al freestyle, specialità ski cross: ha debuttato nella disciplina in occasione della gara di Coppa Europa disputata il 26 gennaio a Zweisimmen (25º) e ha esordito in Coppa del Mondo  il 9 marzo a Meiringen/Hasliberg (29º). Il 31 gennaio 2009 ha ottenuto a Le Sauze il primo podio in Coppa Europa (3º) e il 23 gennaio 2010 la prima vittoria, a Zweisimmen; sempre nel 2010 ha conquistato il primo podio in Coppa del Mondo, il 19 dicembre a San Candido (2º), e ai successivi Mondiali di Deer Valley 2011, suo esordio iridato, si è classificato 25º.

#### Stagioni 2012-2025
Ha conquistato la prima vittoria in Coppa del Mondo il 7 gennaio 2012 a Sankt Johann in Tirol e in quella stagione 2011-2012 si è classificato al 3º posto nella classifica della Coppa del Mondo di ski cross, a 48 punti dal vincitore Filip Flisar. L'anno dopo ai Mondiali di Oslo/Voss 2013 si è classificato 11º; in quella stessa stagione 2012-2013 ha vinto la Coppa del Mondo di ski cross con 105 di vantaggio su Armin Niederer, mentre ai XXII Giochi olimpici invernali di Soči 2014, suo esordio olimpico, si è piazzato al 31º posto.
Ai Mondiali di Kreischberg 2015 e di Sierra Nevada 2017 si è classificato rispettivamente al 28º e al 21º posto; anche nella stagione 2016-2017 si è classificato al 3º posto nella classifica della Coppa del Mondo di ski cross, a 124 punti dal vincitore Jean-Frédéric Chapuis. Ai XXIII Giochi olimpici invernali di Pyeongchang 2018 si è piazzato al 9º posto e ai Mondiali di Park City 2019 al 4º; nella stagione 2018-2019 si è nuovamente classificato al 3º posto nella classifica della Coppa del Mondo di ski cross, a 253 punti dal vincitore Bastien Midol. Nella stagione successiva ha vinto la medaglia d'oro ai Mondiali di Idre Fjäll/Astana/Aspen 2021, mentre ai XXIV Giochi olimpici invernali di Pechino 2022 ha conquistato la medaglia d'argento e ai Mondiali di Engadina 2025 è stato 10º nella gara individuale e 8º in quella a squadre.

### Carriera nel football americano
Dal 2009 al 2012 ha giocato come wide receiver nei Calanda Broncos.

## Palmarès

### Sci alpino

#### Coppa Europa
- Miglior piazzamento in classifica generale: 211º nel 2006

### Freestyle

#### Olimpiadi
- 1 medaglia:
  - 1 argento (ski cross a Pechino 2022)

#### Mondiali
- 1 medaglia:
  - 1 oro (ski cross a Idre Fjäll/Astana/Aspen 2021)

#### Coppa del Mondo
- Vincitore della Coppa del Mondo di ski cross nel 2013
- 38 podi:
  - 14 vittorie
  - 14 secondi posti
  - 10 terzi posti

##### Coppa del Mondo - vittorie
| Data             | Località              | Paese    | Specialità |
| ---------------- | --------------------- | -------- | ---------- |
| 7 gennaio 2012   | Sankt Johann in Tirol | Austria  | SX         |
| 15 gennaio 2012  | Les Contamines        | Francia  | SX         |
| 23 dicembre 2012 | San Candido           | Italia   | SX         |
| 12 gennaio 2013  | Les Contamines        | Francia  | SX         |
| 16 marzo 2013    | Åre                   | Svezia   | SX         |
| 25 gennaio 2014  | Kreischberg           | Austria  | SX         |
| 7 marzo 2014     | Arosa                 | Svizzera | SX         |
| 10 dicembre 2016 | Val Thorens           | Francia  | SX         |
| 15 gennaio 2017  | Watles                | Italia   | SX         |
| 11 febbraio 2017 | Idre Fjäll            | Svezia   | SX         |
| 13 gennaio 2018  | Idre Fjäll            | Svezia   | SX         |
| 19 febbraio 2019 | Idre Fjäll            | Svezia   | SX         |
| 12 dicembre 2021 | Val Thorens           | Francia  | SX         |
| 13 dicembre 2024 | Val Thorens           | Francia  | SX         |

Legenda:

SX = ski cross

#### Coppa Europa
- Miglior piazzamento nella classifica di ski cross: 2º nel 2010
- 4 podi:
  - 3 vittorie
  - 1 terzo posto

##### Coppa Europa - vittorie
| Data            | Località      | Paese    | Specialità |
| --------------- | ------------- | -------- | ---------- |
| 23 gennaio 2010 | Zweisimmen    | Svizzera | SX         |
| 30 gennaio 2010 | Le Sauze      | Francia  | SX         |
| 6 marzo 2020    | Crans-Montana | Svizzera | SX         |

Legenda:

SX = ski cross

#### Nor-Am Cup
- Miglior piazzamento nella classifica di ski cross: 14º nel 2020
- 1 podio:
  - 1 vittoria

##### Nor-Am Cup - vittorie
| Data            | Località | Paese  | Specialità |
| --------------- | -------- | ------ | ---------- |
| 11 gennaio 2020 | Canyon   | Canada | SX         |

Legenda:

SX = ski cross

#### Campionati svizzeri
- 6 medaglie[3]:
  - 2 ori (ski cross nel 2016; ski cross nel 2017)
  - 1 argento (ski cross nel 2015)
  - 3 bronzi (ski cross nel 2013; ski cross nel 2019; ski cross nel 2021)

### Football americano
- 1 Eurobowl (2012)
- 4 Swissbowl (2009, 2010, 2011, 2012)[senza fonte]